# Adžajgarh
Adžajgarh (hindsky अजयगढ़, anglicky Ajaigarh) je město v severní části indického svazového státu Madhjapradéše. K roku 2011 měl bezmála sedmnáct tisíc obyvatel.
Adžajgarh je významný především historicky a turisticky. V letech 1765–1949 byl hlavním městem zdejšího knížecího státu stejného jména. Z úspěšnějších dob města se dochovala velká pevnost a chrámy s bohatou výzdobou.